# Бесковка
Бесковка (бел. Бескаўка) — деревня в Мстиславском районе Могилёвской области Белоруссии. Входит в состав Ходосовского сельсовета.

## География
Деревня находится в северо-восточной части Могилёвской области, в пределах Оршанско-Могилёвской равнины, на берегах реки Клепатинки (приток Волчеса), к северу от республиканской автодороги Р73, на расстоянии примерно 27 километров (по прямой) к юго-западу от Мстиславля, административного центра района. Абсолютная высота — 185 метров над уровнем моря.

## История
В конце XVIII века Бесковка входила в состав Великого княжества Литовского.
Согласно «Списку населенных мест Могилёвской губернии» 1910 года издания населённый пункт входил в состав Белицкой волости Чериковского уезда Могилёвской губернии. Имелось 16 дворов и проживало 34 человека (19 мужчин и 15 женщин).
Советская власть была установлена в январе 1918 года. В январе 1925 года в Бесковку была переведена школа из близлежащей деревни Лыкинки. В 1931 году был организован колхоз «Красный колос», который в 1932 году объединял 34 хозяйства и имел 274 га пашни. Имелась кузница по ремонту сельхозинвентаря.
Во время Великой Отечественной войны, в период с 13 июля 1941 года по 30 сентября 1943 года, деревня была оккупирована немецко-фашистскими захватчиками.
До 2012 года деревня входила в состав ныне упразднённого Заболотского сельсовета.

## Население
По данным переписи 2009 года, в деревне проживало 9 человек.